# Piastra
Una piastra, nella scienza delle costruzioni, è un elemento strutturale con due dimensioni (lunghezza e larghezza) prevalenti rispetto alla terza (lo spessore) e la cui superficie sia, in media, piana (lastra piana). Comunemente si considera piastra un qualunque elemento piano sottile il cui spessore t sia inferiore ad un ventesimo della dimensione minima l nel piano medio:
{\displaystyle {\frac {t}{l}}<{\frac {1}{20}}}
Il comportamento delle piastre si può suddividere, in una prima analisi, in:
- Comportamento a flessione: si valutano le deformazioni in direzione ortogonale al piano medio (lungo lo spessore)
- Comportamento a membrana: si valutano le deformazioni nel piano medio.

I due tipi di analisi possono essere utilizzati separatamente qualora il carico applicato deformi la piastra prevalentemente a flessione o a membrana. È inoltre possibile combinare le equazioni dei due tipi di analisi per ottenere un modello di piastra più completo.

## Equazioni della piastra a flessione
A seconda del tipo di modellizzazione del comportamento, le piastre possono distinguersi in tre categorie:
- Piastre sottili con piccole deflessioni del piano medio (Piastra di Kirchhoff)
- Piastre sottili con grandi deflessioni del piano medio
- Piastre di grande spessore (che rispetti comunque la definizione)

## Teoria di Kirchhoff
Le ipotesi alla base di questa modellizzazione dell'elemento piastra, in analogia con quelle poste alla base della teoria elementare delle travi sono riassunte di seguito:
1. la deflessione {\displaystyle w} del piano medio della piastra ({\displaystyle z=0}) è piccola rispetto allo spessore {\displaystyle t}: di conseguenza la sua derivata prima nelle direzioni {\displaystyle x} e {\displaystyle y},{\displaystyle {\frac {\partial w}{\partial x}},{\frac {\partial w}{\partial y}}} risulta piccola ed il suo quadrato trascurabile rispetto a uno;
2. a seguito della deflessione, il piano medio rimane indeformato;
3. le sezioni inizialmente normali al piano medio rimangono piane e ortogonali ad esso dopo la deflessione. Di conseguenza gli scorrimenti in direzione z sono nulli ( {\displaystyle \gamma _{xz}=\gamma _{yz}=0} ) e la deflessione della piastra è dovuta sostanzialmente a deformazioni flessionali. Anche la deformazione {\displaystyle \varepsilon _{z}} risulta piccola e quindi trascurabile rispetto alle altre;
4. lo sforzo normale (in direzione z),{\displaystyle \sigma _{z}}, risulta piccolo rispetto alle altre componenti di sforzo e può essere trascurato.

Se la deflessione non può essere ritenuta piccola (ossia non è dello stesso ordine di grandezza dello spessore della piastra) allora la flessione avviene con deformazione del piano medio e le ipotesi 1 e 2 non risultano più verificate. Nel caso di piastre di grande spessore allora gli sforzi di taglio diventano importanti e le ipotesi 3 e 4 non sono più valide. Occorre pertanto utilizzare una teoria più generale.

### Relazioni cinematiche
L'operatore funzionale che agisce sullo spostamento collegandolo con il vettore ingegneristico delle deformazioni, è una matrice che nel caso di tre coordinate cartesiane assume la forma [3x6]:
{\displaystyle {\begin{Bmatrix}\varepsilon _{x}\\\varepsilon _{y}\\\varepsilon _{z}\\\gamma _{yz}\\\gamma _{xz}\\\gamma _{xy}\end{Bmatrix}}={\begin{bmatrix}{\frac {\partial }{\partial x}}&0&0\\0&{\frac {\partial }{\partial y}}&0\\0&0&{\frac {\partial }{\partial z}}\\0&{\frac {\partial }{\partial z}}&{\frac {\partial }{\partial y}}\\{\frac {\partial }{\partial z}}&0&{\frac {\partial }{\partial x}}\\{\frac {\partial }{\partial y}}&{\frac {\partial }{\partial x}}&0\end{bmatrix}}{\begin{Bmatrix}u\\v\\w\end{Bmatrix}}}
Per l'ipotesi 3, {\displaystyle \varepsilon _{z}\,\!=0}, ossia tramite il legame cinematico sopra espresso:
{\displaystyle {\frac {\partial w}{\partial z}}=0}
la dipendenza di {\displaystyle w} dalle variabili spaziali viene ridotta a:
{\displaystyle w=w\left(x,y\right)}
Espandendo in serie di Mac Laurin rispetto alla variabile z le componenti del vettore spostamento, arrestando lo sviluppo al primo ordine (lineare), si ottengono le relazioni:
{\displaystyle u\left(x,y,z\right)=u_{0}+z\left[{\frac {\partial u}{\partial z}}\right]_{z=0}} e
{\displaystyle v\left(x,y,z\right)=v_{0}+z\left[{\frac {\partial v}{\partial z}}\right]_{z=0}}
I coefficienti dello sviluppo in serie sono valutati in corrispondenza del piano medio, ossia z = 0. Inoltre, ancora per l'ipotesi 3 ed utilizzando il legame cinematico (d'ora in poi si ometterà, per brevità, l'ascritto z = 0)
{\displaystyle \gamma _{yz}\,\!={\frac {\partial v}{\partial z}}+{\frac {\partial w}{\partial y}}=0} e {\displaystyle \gamma _{xz}\,\!={\frac {\partial u}{\partial z}}+{\frac {\partial w}{\partial x}}=0}
si possono scrivere gli spostamenti in funzione delle derivate prime di w:
{\displaystyle u\left(x,y,z\right)=u_{0}-{\frac {\partial w}{\partial x}}z} e {\displaystyle v\left(x,y,z\right)=v_{0}-{\frac {\partial w}{\partial y}}z}
Per l'ipotesi 2, secondo la quale, a seguito della deformazione il piano medio rimane indeformato, si giunge alla scrittura delle equazioni degli spostamenti della piastra in funzione della deflessione w:
{\displaystyle {\begin{cases}u\left(x,y,z\right)=-{\frac {\partial w}{\partial x}}z\\v\left(x,y,z\right)=-{\frac {\partial w}{\partial y}}z\end{cases}}\Rightarrow w\left(x,y\right)}
Si evidenzia l'approssimazione di linearità nella variabile lungo lo spessore, z,osservando l'andamento lineare degli spostamenti {\displaystyle u\left(x,y,z\right)} e {\displaystyle v\left(x,y,z\right)}.
Avendo ora ricavato le espressioni degli spostamenti nel campo, possiamo utilizzare il legame cinematico, riscritto nel caso delle semplificazioni adottate per la piastra di Kirchhoff, e ricavare le espressioni delle deformazioni in termini dello spostamento w (x,y). Poiché vige l'ipotesi di piccole deformazioni:
{\displaystyle {\begin{Bmatrix}\varepsilon _{x}\\\varepsilon _{y}\\\gamma _{xy}\end{Bmatrix}}={\begin{bmatrix}{\frac {\partial }{\partial x}}&0&0\\0&{\frac {\partial }{\partial y}}&0\\{\frac {\partial }{\partial y}}&{\frac {\partial }{\partial x}}&0\end{bmatrix}}{\begin{Bmatrix}u\\v\\w\end{Bmatrix}}={\begin{bmatrix}{\frac {\partial }{\partial x}}&0&0\\0&{\frac {\partial }{\partial y}}&0\\{\frac {\partial }{\partial y}}&{\frac {\partial }{\partial x}}&0\end{bmatrix}}{\begin{Bmatrix}-{\frac {\partial w}{\partial x}}z\\-{\frac {\partial w}{\partial y}}z\\w\left(x,y\right)\end{Bmatrix}}={\begin{Bmatrix}-{\frac {\partial ^{2}w}{\partial x^{2}}}z\\-{\frac {\partial ^{2}w}{\partial y^{2}}}z\\-2{\frac {\partial ^{2}w}{\partial x\partial y}}z\end{Bmatrix}}}

### Relazioni costitutive
Utilizzando le equazioni costitutive per un solido isotropo a comportamento lineare, riscritte nel caso di stato di sforzo bidimensionale ({\displaystyle \sigma _{zz}=0}):
{\displaystyle {\begin{Bmatrix}\sigma _{x}\\\sigma _{y}\\\tau _{xy}\end{Bmatrix}}={\frac {E}{1-\nu ^{2}}}{\begin{bmatrix}1&\nu &0\\\nu &1&0\\0&0&{\frac {1-\nu }{2}}\end{bmatrix}}{\begin{Bmatrix}\varepsilon _{x}\\\varepsilon _{y}\\\gamma _{xy}\end{Bmatrix}}}
ed utilizzando le espressioni ricavate per le relazioni cinematiche, si ottiene:
{\displaystyle {\begin{Bmatrix}\sigma _{x}\\\sigma _{y}\\\tau _{xy}\end{Bmatrix}}={\frac {E}{1-\nu ^{2}}}{\begin{bmatrix}1&\nu &0\\\nu &1&0\\0&0&{\frac {1-\nu }{2}}\end{bmatrix}}{\begin{Bmatrix}-{\frac {\partial ^{2}w}{\partial x^{2}}}z\\-{\frac {\partial ^{2}w}{\partial y^{2}}}z\\-2{\frac {\partial ^{2}w}{\partial x\partial y}}z\end{Bmatrix}}={\begin{Bmatrix}-{\frac {Ez}{1-\nu ^{2}}}\left({\frac {\partial ^{2}w}{\partial x^{2}}}+\nu {\frac {\partial ^{2}w}{\partial y^{2}}}\right)\\-{\frac {Ez}{1-\nu ^{2}}}\left({\frac {\partial ^{2}w}{\partial y^{2}}}+\nu {\frac {\partial ^{2}w}{\partial x^{2}}}\right)\\-{\frac {Ez}{1+\nu }}\left({\frac {\partial ^{2}w}{\partial x\partial y}}\right)\end{Bmatrix}}}
Si osservi la linearità degli sforzi lungo lo spessore. Come per ipotesi, il piano medio risulta non deformato, pertanto non sollecitato.

### Risultanti degli sforzi
Per poter giungere alla scrittura delle equazioni di equilibrio di un elemento di piastra, occorre calcolare la risultante delle componenti dello sforzo.  Poiché si sta valutando il comportamento a flessione della piastra, le forze agenti sull'elemento sono, con riferimento alle figure:
- Le forze di taglio (per unità di lunghezza) {\displaystyle Q_{x}} e {\displaystyle Q_{y}};

- I momenti flettenti (per unità di lunghezza) {\displaystyle M_{x}}, {\displaystyle M_{y}} e {\displaystyle M_{xy}}.

La variazione delle grandezze nel dominio di definizione è arrestato al termine del primo ordine (linearità).
Tali grandezze sono calcolabili integrando nello spessore t le funzioni sforzo, per ottenere:
{\displaystyle Q_{x}=\int _{-{\frac {t}{2}}}^{\frac {t}{2}}\tau _{xz}\,dz=\int _{-{\frac {t}{2}}}^{\frac {t}{2}}-{\frac {Ez}{1-\nu ^{2}}}\left({\frac {\partial ^{2}w}{\partial x^{2}}}+\nu {\frac {\partial ^{2}w}{\partial y^{2}}}\right)\,dz=-{\frac {Et}{1-\nu ^{2}}}\left({\frac {\partial ^{2}w}{\partial x^{2}}}+\nu {\frac {\partial ^{2}w}{\partial y^{2}}}\right)}
{\displaystyle Q_{y}=\int _{-{\frac {t}{2}}}^{\frac {t}{2}}\tau _{yz}\,dz=\int _{-{\frac {t}{2}}}^{\frac {t}{2}}-{\frac {Ez}{1-\nu ^{2}}}\left({\frac {\partial ^{2}w}{\partial y^{2}}}+\nu {\frac {\partial ^{2}w}{\partial x^{2}}}\right)\,dz=-{\frac {Et}{1-\nu ^{2}}}\left({\frac {\partial ^{2}w}{\partial y^{2}}}+\nu {\frac {\partial ^{2}w}{\partial x^{2}}}\right)}
{\displaystyle M_{x}=\int _{-{\frac {t}{2}}}^{\frac {t}{2}}\sigma _{x}z\,dz=\int _{-{\frac {t}{2}}}^{\frac {t}{2}}-{\frac {Ez^{2}}{1-\nu ^{2}}}\left({\frac {\partial ^{2}w}{\partial x^{2}}}+\nu {\frac {\partial ^{2}w}{\partial y^{2}}}\right)\,dz=-D\left({\frac {\partial ^{2}w}{\partial x^{2}}}+\nu {\frac {\partial ^{2}w}{\partial y^{2}}}\right)}
{\displaystyle M_{y}=\int _{-{\frac {t}{2}}}^{\frac {t}{2}}\sigma _{y}z\,dz=\int _{-{\frac {t}{2}}}^{\frac {t}{2}}-{\frac {Ez^{2}}{1-\nu ^{2}}}\left({\frac {\partial ^{2}w}{\partial y^{2}}}+\nu {\frac {\partial ^{2}w}{\partial x^{2}}}\right)\,dz=-D\left({\frac {\partial ^{2}w}{\partial y^{2}}}+\nu {\frac {\partial ^{2}w}{\partial x^{2}}}\right)}
{\displaystyle M_{xy}=\int _{-{\frac {t}{2}}}^{\frac {t}{2}}\tau _{xy}z\,dz=\int _{-{\frac {t}{2}}}^{\frac {t}{2}}-{\frac {Ez^{2}}{1+\nu }}\left({\frac {\partial ^{2}w}{\partial x\partial y}}\right)=-D(1-\nu )\left({\frac {\partial ^{2}w}{\partial x\partial y}}\right)}
ove si è definita la rigidezza flessionale della piastra D misurata in {\displaystyle N\,m} come: {\displaystyle D={\frac {Et^{3}}{12(1-\nu ^{2})}}}
Le forze assiali sono tutte nulle:
{\displaystyle N_{x}=\int _{-{\frac {t}{2}}}^{\frac {t}{2}}\sigma _{x}\,dz=0}; {\displaystyle N_{y}=\int _{-{\frac {t}{2}}}^{\frac {t}{2}}\sigma _{y}\,dz=0}; {\displaystyle N_{xy}=\int _{-{\frac {t}{2}}}^{\frac {t}{2}}\tau _{xy}\,dz=0}

### Equazione differenziale nel campo della piastra a flessione
Osservando le figure sopra riportate, si possono scrivere le equazioni di equilibrio alla traslazione in direzione z e alla rotazione attorno agli assi x e y. L'equazione di equilibrio dei momenti intorno all'asse z è identicamente soddisfatta. Si osserva peraltro che l'elemento piastra è per sua costituzione non resistente a momenti agenti in direzione z.
Si ottengono pertanto, per l'equilibrio alla traslazione in direzione z:
{\displaystyle pdxdy-Q_{x}dy-Q_{y}dx+\left(Q_{x}dy+{\frac {\partial Q_{y}}{\partial y}}dxdy\right)+\left(Q_{y}dx+{\frac {\partial Q_{x}}{\partial x}}dydx\right)=0\Rightarrow {\frac {\partial Q_{x}}{\partial x}}+{\frac {\partial Q_{y}}{\partial y}}=-p(x,y)}
ove si è indicato con p(x,y) la funzione di carico, eventualmente presente, agente in direzione z (si ricorda che si è assunta positiva la direzione di z verso il basso, con riferimento alle figure) e per l'equilibrio alla rotazione:
{\displaystyle {\frac {\partial M_{xy}}{\partial x}}dxdy+{\frac {\partial M_{y}}{\partial y}}dxdy=Q_{y}dxdy\Rightarrow {\frac {\partial M_{xy}}{\partial x}}+{\frac {\partial M_{y}}{\partial y}}=Q_{y}} in direzione x,
{\displaystyle {\frac {\partial M_{x}}{\partial x}}dxdy+{\frac {\partial M_{xy}}{\partial y}}dxdy=Q_{x}dxdy\Rightarrow {\frac {\partial M_{x}}{\partial x}}+{\frac {\partial M_{xy}}{\partial y}}=Q_{x}} in direzione y.
Derivando le ultime due espressioni e sostituendole nell'equazione ricavata per l'equilibrio alla traslazione in direzione z si
ottiene:
{\displaystyle {\begin{cases}{\frac {\partial ^{2}M_{xy}}{\partial x^{2}}}+{\frac {\partial ^{2}M_{y}}{\partial y^{2}}}={\frac {\partial Q_{y}}{\partial y}}\\{\frac {\partial ^{2}M_{x}}{\partial x^{2}}}+{\frac {\partial ^{2}M_{xy}}{\partial y^{2}}}={\frac {\partial Q_{x}}{\partial x}}\end{cases}}\Rightarrow {\frac {\partial ^{2}M_{x}}{\partial x^{2}}}+2{\frac {\partial ^{2}M_{xy}}{\partial x\partial y}}+{\frac {\partial ^{2}M_{y}}{\partial y^{2}}}=-p(x,y)}
Utilizzando le equazioni trovate per i momenti, in funzione delle variabili cinematiche
{\displaystyle M_{x}=-D\left({\frac {\partial ^{2}w}{\partial x^{2}}}+\nu {\frac {\partial ^{2}w}{\partial y^{2}}}\right);M_{y}=-D\left({\frac {\partial ^{2}w}{\partial y^{2}}}+\nu {\frac {\partial ^{2}w}{\partial x^{2}}}\right);M_{xy}=-D(1-\nu )\left({\frac {\partial ^{2}w}{\partial x\partial y}}\right)}
si ottiene infine:
{\displaystyle {\frac {\partial ^{2}\left[-D\left({\frac {\partial ^{2}w}{\partial x^{2}}}+\nu {\frac {\partial ^{2}w}{\partial y^{2}}}\right)\right]}{\partial x^{2}}}+2{\frac {\partial ^{2}\left[-D(1-\nu )\left({\frac {\partial ^{2}w}{\partial x\partial y}}\right)\right]}{\partial x\partial y}}+{\frac {\partial ^{2}\left[-D\left({\frac {\partial ^{2}w}{\partial y^{2}}}+\nu {\frac {\partial ^{2}w}{\partial x^{2}}}\right)\right]}{\partial y^{2}}}=-p(x,y)}
{\displaystyle {\frac {\partial ^{2}\left({\frac {\partial ^{2}w}{\partial x^{2}}}+\nu {\frac {\partial ^{2}w}{\partial y^{2}}}\right)}{\partial x^{2}}}+2{\frac {\partial ^{2}\left[(1-\nu )\left({\frac {\partial ^{2}w}{\partial x\partial y}}\right)\right]}{\partial x\partial y}}+{\frac {\partial ^{2}\left({\frac {\partial ^{2}w}{\partial y^{2}}}+\nu {\frac {\partial ^{2}w}{\partial x^{2}}}\right)}{\partial y^{2}}}={\frac {p(x,y)}{D}}}
{\displaystyle {\frac {\partial ^{4}w}{\partial x^{4}}}+\nu {\frac {\partial ^{4}w}{\partial x^{2}\partial y^{2}}}+2{\frac {\partial ^{4}w}{\partial x^{2}\partial y^{2}}}-2\nu {\frac {\partial ^{4}w}{\partial x^{2}\partial y^{2}}}+{\frac {\partial ^{4}w}{\partial y^{4}}}+\nu {\frac {\partial ^{4}w}{\partial x^{2}\partial y^{2}}}={\frac {p(x,y)}{D}}}
Si ottiene quindi
{\displaystyle {\frac {\partial ^{4}w}{\partial x^{4}}}+2{\frac {\partial ^{4}w}{\partial x^{2}\partial y^{2}}}+{\frac {\partial ^{4}w}{\partial y^{4}}}={\frac {p(x,y)}{D}}}
che è l'equazione nel campo della piastra sollecitata a pura flessione, quando valide le ipotesi di Kirchhoff sopra illustrate, altrimenti nota come equazione di Sophie Germain-Lagrange sintetizzabile con la notazione
{\displaystyle \nabla ^{4}w(x,y)={\frac {p(x,y)}{D}}}
Si è utilizzata la notazione {\displaystyle \nabla ^{4}} (da leggersi "nabla quarto", o "laplaciano quadro") che indica l'operatore laplaciano di ordine 2, poiché il laplaciano corrisponde a nabla al quadrato. Nel caso bidimensionale esso corrisponde a:
{\displaystyle \nabla ^{4}=\left({\frac {\partial ^{2}}{\partial x^{2}}}+{\frac {\partial ^{2}}{\partial y^{2}}}\right)^{2}}
A tale equazione si associano le condizioni al contorno, che possono essere di tipo cinematico (sugli spostamenti e/o sulle rotazioni) o condizioni naturali (o sulle forze, siano esse carichi e/o momenti).
Si noti, infine, che l'equazione di Sophie Germain-Lagrange è del tutto simile all'equazione della linea elastica delle travi inflesse, esprimibile con la relazione:
{\displaystyle {\frac {dw^{4}(x)}{dz^{4}}}={\frac {p(x)}{EJ}}}
dove ancora una volta è evidente la dipendenza del carico applicato rispetto alla derivata quarta dello spostamento.